# Dienstfahrerlaubnis
Eine Dienstfahrerlaubnis ist in Deutschland eine besondere Fahrerlaubnis zum Führen von Dienst-Kraftfahrzeugen, die durch die Bundeswehr, Bundespolizei und Polizeien der Länder erteilt wird und im Kapitel 4 Sonderbestimmungen für das Führen von Dienstfahrzeugen der Fahrerlaubnisverordnung geregelt ist.
Über die Dienstfahrerlaubnis wird ein Dienstführerschein ausgestellt. Dieser gilt nur während der Dauer des Dienstverhältnisses und nur für das Führen von Dienstfahrzeugen. Bei Beendigung des Dienstverhältnisses ist der Dienstführerschein einzuziehen. Wird das Dienstverhältnis wieder begründet, ist der Führerschein wieder auszuhändigen, sofern die Dienstfahrerlaubnis noch gültig ist, ansonsten kann sie neu erworben und erteilt werden. Wird eine parallel existierende allgemeine Fahrerlaubnis eingezogen, erlischt gleichzeitig die Dienstfahrerlaubnis.
Während der Dauer des Dienstverhältnisses kann der Inhaber einer Dienstfahrerlaubnis unter vereinfachten Bedingungen eine vergleichbare allgemeine Fahrerlaubnis erwerben.

## Bundeswehr

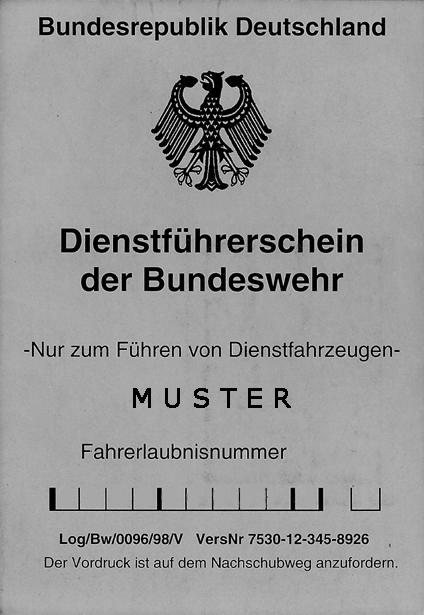
Vorderansicht Bundeswehrführerschein (Muster)

Der Dienstführerschein der Bundeswehr ist eine Fahrerlaubnis zum Führen von Dienstkraftfahrzeugen der Bundeswehr. Zusätzlich zu den europäischen Fahrerlaubnisklassen gibt es folgende bundeswehreigene Klassen:
- Klasse AY für Krafträder der Klasse A mit einem Hubraum von nicht mehr als 200 cm³ und einer Nennleistung von nicht mehr als 15 kW
- Klasse F für Voll- und Halbkettenfahrzeuge (auch mit Anhängern)
- Klasse G für gepanzerte Radfahrzeuge (Sonderkraftfahrzeuge)
- Klasse P für Kraftfahrzeuge der Klasse C oder C1 zur Mitnahme von mehr als 8 jedoch nicht mehr als 15 Personen auf besonders zugelassenen Plätzen

Der Erwerb einer Bundeswehrführerscheinklasse setzt zwingend eine erfolgreiche theoretische und praktische Führerscheinprüfung bei den Streitkräften voraus, selbst wenn eine zivile Fahrerlaubnis vorhanden ist. Er kann aber auch ganz ohne zivile Fahrerlaubnis erworben werden, das ist dann der sogenannte „B Anfänger“.
Es gilt zwischen zwei Varianten des Führerscheins zu unterscheiden, die aktuelle ist nicht mehr für das Führen ziviler Kraftfahrzeuge zugelassen, mit dem alten Führerschein der Bundeswehr war dies noch möglich. Der Bundeswehrführerschein kann aber, mit Ausnahme der Klassen AY, F, G und P, von der zuständigen Verwaltungsbehörde in die zivile Fahrerlaubnis umgeschrieben werden.
Der Führerschein ist bei Fahrten mit Dienst-Kfz mitzuführen und bei Kontrollen vorzuzeigen.

### PKW der Klasse B
Eine Ausnahme und Vereinfachung bilden PKW der Fahrerlaubnisklasse B: Angehörige der Bundeswehr dürfen Dienstfahrzeuge der Klasse B mit Dienstfahrerlaubnis -B- fahren, sofern sie im Besitz der allgemeinen Fahrerlaubnis Klasse B sind und an einer Ausbildung über besondere Bestimmungen der Bw teilgenommen haben. Die Fahrfertigkeit wird durch einen aaP/aaS oder Feldwebel, mit der Ausbildung zum Kraftfahrfeldwebel, überprüft und dokumentiert. Anschließend wird durch das Zentrum Kraftfahrwesen der Bundeswehr (ZKfWBw) ein Dienstführerschein ausgestellt.